# Městský fotbalový stadion Miroslava Valenty
El Městský fotbalový stadion Miroslava Valenty es un estadio de fútbol situado en la ciudad de Uherské Hradiště, República Checa. El estadio fue inaugurado en 1966 y posee actualmente una capacidad autorizada para 8120 personas, es propiedad del club 1. FC Slovácko que disputa actualmente la Liga Checa de Fútbol.
El recinto ha albergado dos partidos internacionales de la Selección de fútbol de la República Checa, el primero el 16 de agosto de 2006 con derrota 1-3 ante la Selección Serbia y el segundo el 9 de septiembre de 2009 con victoria de 7-0 ante San Marino en partido válido por las eliminatorias para la Copa Mundial de Fútbol de 2010.
En junio de 2015 albergara una de las cuatro sedes de la Eurocopa Sub-21 de 2015.